# Juli (band)
Juli is een Duitse popband met Duitstalige zang. In 2004 werd de band nationaal bekend in Duitsland.
Juli werd in 2000 opgericht onder de naam Sunnyglade (een groep met Engelstalige muziek). In 2004 werden de nummers Perfekte Welle en Geile Zeit een hit. Daarna kwam hun eerste album op de markt, Es ist Juli, waarvan er meer dan 1.000.000 zijn verkocht. Het tweede album heet Ein neuer Tag. In 2010 en 2014 bracht de band ook albums uit, In love en Insel.
In 2006 won Juli een European Border Breakers Award. De European Border Breakers Awards zijn prijzen die jaarlijks worden uitgereikt aan tien jonge veelbelovende Europese artiesten die het jaar ervoor succesvol buiten de eigen landsgrenzen debuteerden.

## Bezetting
- Eva Briegel (°1978): zang
- Jonas Pfetzing: gitaar
- Simon Triebel: gitaar
- Andreas "Dedi" Herde: basgitaar
- Marcel Römer: drums

## Muziek
De band omschrijft zich niet als een rockband, maar als alternatieve pop. Ze maken gebruik van eenvoudige en meezingbare teksten. In Duitsland is de groep een van de meest gespeelde op de radio. De bestgenoteerde nummers in de Duitse hitparade zijn: Perfekte Welle, Geile Zeit, Dieses Leben en Zerrissen.

## Perfekte Welle
Hun eerste nummer "Perfekte Welle" werd een succes in Duitsland in 2004. In december 2004 echter werd het liedje door de meeste radiostations uit piëteitsoverwegingen uit de ether gehaald omwille van de tsunami-ramp in Zuidoost-Azië. Het liedje gaat over een surfer, die na lang wachten een grote golf treft. De Nederlandse vertaling van het refrein luidt als volgt : "Dat is de perfecte golf, dat is de perfecte dag, laat je eenvoudig door haar dragen, denk er best niet aan. Dat is de perfecte golf, dat is de perfecte dag. Er is meer dan je weet, er is meer dan je zegt".

## Discografie

### Albums
- 2004 Es ist Juli
- 2006 Ein neuer Tag
- 2007 Ein neuer Tag - Live
- 2010 In Love
- 2014 Insel
- 2023 Der Sommer ist Vorbei

### Singles
- 2004 Perfekte Welle
- 2004 Geile Zeit
- 2005 Regen und Meer
- 2005 Warum
- 2005 November
- 2006 Dieses Leben
- 2006 Wir Beide
- 2007 Zerrissen
- 2007 Stolen (met Dashboard Confessional)
- 2007 Ein neuer Tag
- 2019 Fahrrad